# バティルド (小惑星)
バティルド (441 Bathilde) は小惑星帯に位置する小惑星。1898年12月8日、オーギュスト・シャルロワがニース天文台で発見した。名前の由来は不明である。
2009年10月に三重県で掩蔽が観測された。